# Tomás Olías
Tomás Olías Gutiérrez (Madrid, España, 4 de febrero de 1969) es un exfutbolista español. Jugaba de defensa central.

## Trayectoria
| Club                | País   | Año     |
| ------------------- | ------ | ------- |
| Moscardó            | España | 1987-89 |
| Unión Estepona      | España | 1989-90 |
| Atlético Marbella   | España | 1990-93 |
| Real Betis Balompié | España | 1993-99 |
| U. D. Las Palmas    | España | 1999-02 |
| Levante UD          | España | 2002-03 |